# Platynerita
Platynerita is een geslacht van weekdieren uit de klasse van de Gastropoda (slakken).

## Soort
- Platynerita rufa Kano & Kase, 2003